# Aenictus inconspicuus
Aenictus inconspicuus är en myrart som beskrevs av John Obadiah Westwood 1843. Aenictus inconspicuus ingår i släktet Aenictus och familjen myror. Inga underarter finns listade i Catalogue of Life.